# Chivaniza
Chivaniza är en ort i Mexiko.   Den ligger i kommunen El Barrio de la Soledad och delstaten Oaxaca, i den sydöstra delen av landet, 500 km sydost om huvudstaden Mexico City. Chivaniza ligger 174 meter över havet och antalet invånare är 167.
Terrängen runt Chivaniza är huvudsakligen platt, men åt sydväst är den kuperad. Chivaniza ligger nere i en dal. Runt Chivaniza är det glesbefolkat, med 20 invånare per kvadratkilometer. Närmaste större samhälle är Matías Romero, 8,2 km norr om Chivaniza. Omgivningarna runt Chivaniza är en mosaik av jordbruksmark och naturlig växtlighet.